# Вилијам Ренквист
Вилијам Хабс Ренквист (енгл. William Hubbs Rehnquist, Милвоки, Висконсин, САД, 1. октобар 1924 — Арлингтон, Вирџинија, 3. септембар 2005) је био амерички адвокат и правник који је служио као придружени судија Врховног суда Сједињених Америчких Држава и касније као 16. председник Суда.
Ричард Никсон га је номиновао на место придруженог судије, након повлачења Џона Маршала Харлана II. Ренквист је преузео дужност 7. јануара 1972, након што је његово именовање потврђено у Сенату гласовима 68 сенатора, док их је 26 било против.
У Бургеровом суду, Ренквист је био један од најконзервативнијих судија. Одбацивао је широко тумачење 14. амандмана, који је по њему само требало да реши проблем ропства, а не да се примењује како би се проширила права затвореника и легализовао абортус. Ренквист је заступао став да није посао Суда да одражава и прати промене у друштву и друштвеним вредностима, већ да је то посао Конгреса. Такође је заступао став да државе имају право да прописују молитве у државним школама.
Након повлачења председника Ворена Бергера 1986, Роналд Реган је номиновао Ренквиста за председника Суда, док је на његово место придруженог судије именовао Антонина Скалију. Ренквист је био председник скоро 19 година, што је четврти најдужи мандат председника у историји Суда (после Маршала, Тејнија и Фулера). Након његове смрти 2005, Џорџ В. Буш је за новог председника именовао Џона Робертса.